# 富田林市立錦郡小学校
富田林市立錦郡小学校（とんだばやししりつ にしこおりしょうがっこう）は、大阪府富田林市錦織南一丁目にある公立小学校。

## 沿革
- 1872年（明治5年） - 極楽寺境内で開校する。
- 1927年（昭和2年）2月13日 - 新校舎地鎮祭を挙行し、同日を創立記念日とする。

## 通学区域
- 錦織東一丁目から三丁目(一丁目8番7から14号を除く。)、錦織南一丁目及び二丁目、錦織北一丁目から三丁目、錦織中一丁目及び二丁目、大字錦織、大字廿山のうち次の区域(4153から4227番地、4236番地)、大字須賀のうち次の区域(119から138番地、162から168番地、764から769番地)、須賀一丁目、須賀二丁目のうち次の区域(1から10番、21番3号、6号、8号、11号、30号、31号、22から24番、25番10号、29番24号、25号、26号、28号、31から41番)[1]

※卒業後は基本的に富田林市立第二中学校又は富田林市立金剛中学校に進学する。